# Hygrocybe miniatoaurantiaca
Hygrocybe miniatoaurantiaca är en svampart som beskrevs av Hongo 1990. Hygrocybe miniatoaurantiaca ingår i släktet Hygrocybe och familjen Hygrophoraceae.   Inga underarter finns listade i Catalogue of Life.